# 彼得·萨顿
彼得·萨顿（英語：Peter Sutton，1943年4月23日—2008年8月24日），英国音频工程师。他因星球大战V：帝国反击战赢得了奥斯卡最佳音响效果奖。

## 部分影视作品
- 星球大战V：帝国反击战 (1980)[2]